# Janet Browne
Elizabeth Janet Browne (30 de marzo de 1950) es una historiadora británica, conocida especialmente por su trabajo sobre la historia de la biología del siglo XIX. Enseñó en el Centro Wellcome Trust para la Historia de la Medicina del University College de Londres, antes de regresar a la Universidad de Harvard. Actualmente es Profesora Aramont de Historia de la Ciencia en la Universidad de Harvard.

## Biografía
Es hija de Douglas Bell (1905-1993) y su esposa Betty Bell. Se casó con Nicholas Browne en 1972; tienen dos hijas.
Obtuvo una licenciatura en el Trinity College de Dublín en 1972 y una maestría (1973) y un doctorado (1978) en historia de la ciencia por el Imperial College de Londres. Fue investigadora en la Universidad de Harvard. Recibió un título honorario de Doctora en Ciencias (Sc. D) del Trinity College en 2009 en reconocimiento a su contribución al conocimiento biográfico de Charles Darwin.
Después de trabajar como editora asociada en el proyecto de la Biblioteca de la Universidad de Cambridge para recopilar, editar y publicar la correspondencia de Charles Darwin, escribió una biografía en dos volúmenes del naturalista: Charles Darwin: Voyaging (1995), sobre su juventud y años en el Viaje del Beagle, y Charles Darwin: The Power of Place (2002), que abarca los años posteriores a la publicación de su teoría de la evolución. Este último libro recibió elogios por su interpretación innovadora del papel de la correspondencia de Darwin en la formación de su teoría científica y la obtención de apoyo científico. En 2004, este volumen ganó el Premio Pfizer de la Sociedad de Historia de la Ciencia. En 2003, también ganó el James Tait Black Memorial Prize. En 2020 fue admitida como miembro de la Real Academia de Irlanda.
Actualmente se desempeña como profesora Aramont de Historia de la Ciencia en la Universidad de Harvard. Se especializa en ciencias de la vida, historia natural y biología evolutiva del siglo XVII al XX.

## Publicaciones
La siguiente es una selección de las publicaciones de Browne, elegidas principalmente por conveniencia a partir de búsquedas en Internet, pero también para indicar el período de tiempo durante el cual ha publicado.
- Browne, J (1978). «The Charles Darwin - Joseph Hooker correspondence: an analysis of manuscript resources and their use in biography». Journal of the Society for the Bibliography of Natural History 8 (4): 351-366. doi:10.3366/jsbnh.1978.8.part_4.351.
- Browne, Janet (March 1980). «Darwin's botanical arithmetic and the "principle of divergence," 1854–1858». Journal of the History of Biology 13 (1): 53-89. PMID 11610734. doi:10.1007/BF00125354.
- Browne, Janet (December 1989). «Botany for Gentlemen: Erasmus Darwin and "The Loves of the Plants"». Isis 80 (4): 593-621. doi:10.1086/355166.
- Browne, Janet (1990). «Spas and Sensibilities: Darwin at Malvern». Medical History. Supplement No.10 (10): 102-113. PMC 2557456. PMID 11622586. doi:10.1017/s0025727300071027.
- Browne, Janet (1992). «A science of empire: British biogeography before Darwin». Revue d'histoire des sciences 45 (4): 453-475. doi:10.3406/rhs.1992.4244.
- Browne, E. Janet (1995). Charles Darwin: vol. 1 Voyaging. London: Jonathan Cape. ISBN 1-84413-314-1.
- Browne, Janet (1996). Charles Darwin: Voyaging. Princeton, New Jersey: Princeton University Press. ISBN 978-0-691-02606-0.
- Browne, Janet (December 2001). «Darwin in Caricature: A Study in the Popularisation and Disseminatin of Evolution». Proceedings of the American Philosophical Society 145 (4): 496-509. Full article
- Browne, E. Janet (2002). Charles Darwin: vol. 2 The Power of Place. London: Jonathan Cape. ISBN 0-7126-6837-3.
- Browne, Janet (2003). «Charles Darwin as a Celebrity». Science in Context 16 (1–2): 175-194. doi:10.1017/S0269889703000772.
- Browne, Janet (2006). Darwin's Origin of Species: A Biography. Crows Nest NSW, Australia: Allen & Unwin. ISBN 978-1-74114-784-1. Consultado el 30 de julio de 2010. Also ISBN 1-74114-784-0
- Adrian Desmond, James Moore & Janet Browne (2007). Charles Darwin. Oxford and New York: Oxford University Press. ISBN 978-0-19-921354-2. Consultado el 30 de julio de 2010.
- Browne, J (2009). «Darwin the Scientist». Cold Spring Harbor Symposia on Quantitative Biology 74: 1-7. PMID 20508059. doi:10.1101/sqb.2009.74.047.
- Browne, Janet (2010). «Making Darwin: Biography and the Changing Representations of Charles Darwin». Journal of Interdisciplinary History 40 (3): 347-373. doi:10.1162/jinh.2010.40.3.347.